# Chloroclystis velutina
Chloroclystis velutina är en fjärilsart som beskrevs av Warrern 1897. Chloroclystis velutina ingår i släktet Chloroclystis och familjen mätare. Inga underarter finns listade i Catalogue of Life.